# The Doors (албум)
The Doors је први албум групе The Doors, сниман у августу 1966. године, а издат 4. јануара 1967. године. Овај албум је постао један од најутицајнијих албума у развитку психоделичног рока. Продао се у више од 4 милиона примерака у САД-у и више од 17 милиона примерака широм света, што га чини најуспешнијим комерцијалним албумом Дорса. 
Албум се налази на 42. месту 500 најбољих албума свих времена магазина Ролинг стоун.

## Списак песама
1. - 2:26
2. - 3:32
3. - 2:31
4. - 2:31
5. - 3:16
6. - 7:05
7. - 3:31
8. - 2:19
9. - 2:50
10. - 2:14
11. - 11:43